# L’Île-Bouchard
L’Île-Bouchard – miejscowość i gmina we Francji, w Regionie Centralnym, w departamencie Indre i Loara.
Według danych na rok 1990 gminę zamieszkiwało 1800 osób, a gęstość zaludnienia wynosiła 517 osób/km² (wśród 1842 gmin Regionu Centralnego L’Île-Bouchard plasuje się na 218. miejscu pod względem liczby ludności, natomiast pod względem powierzchni na miejscu 1404.).

## Religia

### Kościoły i związki wyznaniowe
Sanktuarium Matki Bożej Modlitewnej
W 1947 r. w L'ile -Bouchard, Maryja ukazuje się czworgu dzieciom i prosi je o modlitwę za Francję, ktόra jest w przededniu zamachu stanu.